# Кетріш (Молдова)
Кетріш (рум. Chetriș) — село у Фалештському районі Молдови.

## Населення
За даними перепису населення 2004 року у селі проживали 1697 осіб.
Національний склад населення села:
| Національність   | Кількість осіб | Відсоток   |
| ---------------- | -------------- | ---------- |
| молдавани румуни | 1686 3         | 99,4% 0,2% |
| українці         | 6              | 0,4%       |
| росіяни          | 2              | 0,1%       |
| Всього           | 1697           | 100%       |